# Andy Levin
Andrew Saul Levin, detto Andy (Berkley, 10 agosto 1960), è un politico statunitense, membro della Camera dei Rappresentanti per lo stato del Michigan dal 2019 al 2023.

## Biografia
Figlio del politico Sander Levin e nipote di Carl Levin, Andy Levin studiò all'Università del Michigan e si laureò in legge ad Harvard.
Nel 2006 si candidò al Senato del Michigan come membro del Partito Democratico ma risultò sconfitto dall'avversario repubblicano. L'anno successivo il governatore Jennifer Granholm lo nominò vicedirettore del Michigan Department of Energy, Labor, and Economic Growth e alcuni mesi dopo Levin assunse la carica di direttore ad interim, che mantenne fino al termine dell'amministrazione. Fu poi fondatore e presidente di una società operante nel campo delle energie rinnovabili.
Nel 2018, quando suo padre decise di non richiedere l'elezione alla Camera dei Rappresentanti, Levin si candidò per succedergli e riuscì ad essere eletto deputato. Riconfermato per un secondo mandato nel 2020, si candidò per la rielezione nel 2022 ma perse le primarie contro la compagna di partito Haley Stevens.